# Хендриховце
Хендриховце (слч. Hendrichovce) насељено је мјесто са административним статусом сеоске општине (слч. obec) у округу Прешов, у Прешовском крају, Словачка Република.

## Становништво
| Година:    | 1994. | 2004.   | 2014.    | 2024.    |
| ---------- | ----- | ------- | -------- | -------- |
| Број људи: | 208   | 217     | 246      | 287      |
| Разлика:   |       | +4,32 % | +13,36 % | +16,66 % |

| Година:    | 2023. | 2024.   |
| ---------- | ----- | ------- |
| Број људи: | 273   | 287     |
| Разлика:   |       | +5,12 % |

Према подацима о броју становника из 2024. године насеље је имало 287 становника.